# 이시다 유키
이시다 유키(일본어: 石田 祐樹, 1980년 11월 4일 ~ )는 일본의 전 축구 선수이다.

## 구단 경력
과거 쇼난 벨마레, 도쿠시마 보르티스, 마쓰모토 야마가 FC, 후지에다 MYFC에서 활동하였다.